# 聖則濟利亞
聖則濟利亞，又译切契利亚（拉丁語：Sancta Caecilia）是天主教（含東儀天主教會）、聖公宗、东正教等敬奉的基督教聖人，被視為音樂家和基督教聖樂的主保聖人。她的慶日在11月22日。

## 生平
她被認為是一位罗马的貴族之女，發誓一生守貞潔，但是迫於家中壓力嫁給了華肋廉，然而在婚前二人即約定就算婚後也不同房。
她因為其埋葬因為殉道而死的其丈夫華肋廉（Valerian）、小叔諦步爵（Tiburtius）和一位羅馬軍人瑪息莫（Maximus）三人的屍體而遭到逮捕。最後在230年殉道而死。